# Curse (videojuego)
Curse (カース Kāsu?) es un videojuego Matamarcianos de 1989 para la Mega Drive, desarrollado y distribuido por Micronet. Aunque se planeó un lanzamiento para América, nunca se lanzó oficialmente fuera de Japón.

## Trama
La historia tiene lugar en un sistema solar alienígena, más concretamente en sus dos planetas habitados: Parceria y Seneca. Durante muchos años, la gente de estos planetas vivió en armonía. Sin embargo, algo sucedió en Parceria: algo hizo que los Parcerianos cerraran todas las formas de comunicación, visitas y actividades con Seneca. Con el tiempo, el ambiente de Parceria se extinguió, dejando solo un terreno árido en todo el planeta. Han pasado cientos de años y la generación actual de senecanos ve a Parceria como nada más que una cáscara muerta dejando el pasado como simples leyendas olvidadas.
Un día, una enorme fuerza de ataque vuela desde Parceria y ataca a Seneca sin previo aviso. Confirmados como militares parcerianos, los invasores paralizan las fuerzas de defensa de Seneca. Además de estar bien armados y equipados, la Milicia Parceriana también puede manipular la vida silvestre para que hagan lo que ellos quieran a través de medios desconocidos, de esta forma asegurando que no haya un posible escape. La gente desesperada de Seneca descubrió una antiguo nave estelar abandonada por los Parcerianos llamado The Baldanders. Los senecanos usa a los Baldanders en un contraataque contra la invasión parceriana para destruir su principal acorazado: un gran y misterioso buque de guerra conocido como 'Madre'.

## Jugabilidad
Curse es similar a muchos otros Matamarcianos, especialmente a R-Type. Se pueden recoger varios potenciadores para aumentar las armas y la velocidad. El objetivo del juego es disparar a todos los demás enemigos que aparecen en la pantalla y evitar chocar con balas, enemigos o paisajes en primer plano. Al final de cada nivel hay una batalla contra un jefe. No hay configuraciones de dificultad, pero las vidas (también conocidas como 1ups) se otorgan cada 1 millón de puntos. 
El caza estelar Baldanders tiene una ventaja sobre la mayoría de las demás naves al tener equipado un escudo. Cuando los jugadores son alcanzados por balas o misiles, el escudo recibe un golpe; este solo tiene un máximo de tres golpes antes de romperse. La nave está equipada con un arma láser la cual se potencia al recoger ciertos poderes. El jugador tiene acceso a tres armas potenciadas diferentes: el láser V que dispara en tres direcciones, el rayo ancho que puede disparar a través de cada objeto en línea recta y el Crash Shot un grupo de disparos lentos de color gris, los cuales se dispersan en la dirección opuesta a su impacto. Otros artículos incluyen misiles guiados, escudos de energías, aceleraciones y opciones. 
Las opciones aumentan el número de disparos del jugador y le permiten disparar hacia arriba, atrás y abajo, según la dirección de cada opción. Se pueden recoger dos a la vez. El jugador puede rotarlos en dos direcciones fijas: horizontal y vertical con el botón C. También se puede usar cada esfera como escudo contra la mayoría de los ataques enemigos.

## Recepción
El juego utilizó el desplazamiento de paralaje en la mayor parte del juego, sin embargo, los gráficos no fueron considerados como algo especial por los revisores de la época. El audio del juego recibió mejores críticas y una prueba de sonido estuvo disponible presionando los botones A y Start en la pantalla de título (varias otras opciones estaban disponibles apretando dichos botones como, por ejemplo, ajustar la dificultad del juego y otras características estándar).